# Ampilly-le-Sec
Ampilly-le-Sec – miejscowość i gmina we Francji, w regionie Burgundia-Franche-Comté, w departamencie Côte-d’Or. Przez miejscowość przepływa Sekwana. 
Według danych na rok 1990 gminę zamieszkiwały 424 osoby, a gęstość zaludnienia wynosiła 17 osób/km² (wśród 2044 gmin Burgundii Ampilly-le-Sec plasuje się na 511. miejscu pod względem liczby ludności, natomiast pod względem powierzchni na miejscu 289.).